# Xenija Alexandrowna Semjonowa
Xenija Alexandrowna Semjonowa (russisch Ксения Александровна Семёнова; * 10. August 1919 in Ufa; † 6. Oktober 2017 in Moskau) war eine sowjetische bzw. russische Neurologin.

## Leben
Nach dem Russischen Bürgerkrieg lebte Semjonowa mit den Eltern, die Ärzte waren, in Leningrad. Dort begann sie das Studium am 1. Leningrader I.-P.-Pawlow-Medizin-Institut. Im Deutsch-Sowjetischen Krieg während der Leningrader Blockade wurde sie 1942 als Tochter einer Volksfeindin verhaftet und in den Norden verbannt, nachdem ihre Mutter 1940 verhaftet und nach Artikel 58 des Strafgesetzbuches der RSFSR zu 7 Jahren Lagerhaft verurteilt worden war. Wegen des Mangels an medizinischem Personal wurde Semjonowa für den Frontdienst mobilisiert. Sie arbeitete zunächst als Assistenzärztin und leitete dann eine Abteilung für Verwundete mit Schädel-Hirn-Verletzungen. Nach Kriegsende 1945 schloss sie ihr Studium 1946 ab.
Semjonowa verteidigte 1953 am Leningrader Staatlichen S.-M.-Kirow-Institut für ärztliche Fortbildung ihre Dissertation über Nervenmechanismen der Pathogenese der Endangiitis obliterans mit Erfolg für die Promotion zur Kandidatin der medizinischen Wissenschaften.
Ab 1954 war Semjonowa Assistentin am Lehrstuhl für Neurologie des Simferopoler Medizin-Instituts. 1958 wurde sie wissenschaftliche Senior-Mitarbeiterin des Moskauer Serbski-Forschungsinstituts für  Gerichtspsychiatrie. Sie verteidigte 1963 an der Militärmedizinischen Akademie S. M. Kirow ihre Doktor-Dissertation über Infantile Zerebralparese mit Erfolg für die Promotion zur Doktorin der medizinischen Wissenschaften. Im Serbski-Wissenschaftszentrum konnte sie 1969 die erste sowjetische  Abteilung für Kranke mit Infantiler Zerebralparese eröffnen. 1974 wurden vom Gosplan Mittel für die Projektierung und den Bau eines Krankenhauses für Kinder mit  Infantiler Zerebralparese zur Verfügung gestellt. Die Abteilung für  Infantile Zerebralparese des Serbski-Forschungsinstituts wurde 1992 in das Forschungsinstitut für Pädiatrie der Russischen Akademie der Medizinischen Wissenschaften eingegliedert.
Ab 1983 war Semjonowa Professorin des Kinderpsychoneuralogie-Krankenhauses Nr. 18 für Kinder von 7 Tagen bis 18 Jahren mit Zerebralparese und anderen psychoneurologischen Krankheiten, das ein wissenschaftliches Zentrum für diese Krankheiten wurde. Eröffnet wurde dort die einzige russische Abteilung für Kinderneurochirurgie. Wöchentlich beriet sie Kranke im Martha-Maria-Kloster der Barmherzigkeit.

## Ehrungen, Preise
- Verdiente Wissenschaftlerin der RSFSR
- Gold- und Silbermedaille der Ausstellung der Errungenschaften der Volkswirtschaft der UdSSR
- Orden des Heiligen Großfürsten Dmitri Donskoi der russisch-orthodoxen Kirche
- Priswanije-Preis für beste Ärzte des Landes (2009)[7]